# اتفاقية تجارة حرة
اتفاقية التجارة الحرة (بالإنجليزية: Free-trade agreement) هي اتفاقية يتم وضعها وفقًا للقانون الدولي لتشكيل منطقة تجارة حرة بين الدول المتعاونة. ثمّة نوعان من الاتفاقيات التجارية: التعاون الثنائي والتعاون متعددة الأطراف. تُبرم الاتفاقيات التجارية الثنائية عندما يتفق بلدان على تخفيف القيود التجارية بينهما، بشكل عام بهدف توسيع فرص الأعمال. أما الاتفاقيات التجارية متعددة الأطراف هي اتفاقيات تُبرم بين ثلاثة بلدان أو أكثر، وهي الأكثر صعوبة من حيث التفاوض والاتفاق.
تحدد اتفاقات التجارة الحرة، وهي شكل من أشكال الاتفاقات التجارية، مجموعة التعريفات والرسوم الجمركية التي تفرضها البلدان على الواردات والصادرات بهدف خفض الحواجز التجارية أو إزالتها، ما يشجع التجارة الدولية. عادةً ما «تتمحور هذه الاتفاقات حول بند ينص على المعاملة التعريفية التفضيلية»، لكنها غالبًا ما «تشمل أيضًا بنودًا حول تسهيل التجارة ووضع القواعد في مجالات مثل الاستثمار والملكية الفكرية والتوريد الحكومي والمعايير التقنية ومسائل الصحة والصحة النباتية».
ثمّة فروق هامة بين الاتحادات الجمركية ومناطق التجارة الحرة. كلا النوعين من الكتلة التجارية لهما ترتيبات داخلية تحددها الأطراف من أجل تحرير وتسهيل التجارة فيما بينها. يتمثل الفرق الحاسم بين الاتحادات الجمركية ومناطق التجارة الحرة في نهج كل منها تجاه الأطراف الثالثة. في حين أن الاتحاد الجمركي يقتضي من جميع الأطراف وضع تعريفات خارجية متطابقة فيما يتعلق بالتجارة مع أطراف أخرى والحفاظ عليها، ذلك أن الأطراف الأعضاء في منطقة التجارة الحرة لا تخضع لهذا الشرط. بدلًا من ذلك، يجوز لها أن تعتمد أي نظام تعريفي يطبق على الواردات من غير الأطراف حسبما تراه ضروريًا. في منطقة التجارة الحرة غير الخاضعة لتعريفات خارجية منسقة، وذلك للقضاء على خطر الانحراف التجاري، تعتمد الأطراف نظامًا معينًا لقواعد المنشأ التفضيلية.
حددت الاتفاقية العامة للتعريفة الجمركية والتجارة (جات 1994) في الأصل اتفاقات التجارة الحرة على أنها لا تشمل سوى تجارة السلع. إن الاتفاقيات التي لها غرض مماثل، أي تعزيز تحرير التجارة من ناحية الخدمات، يتم اعتبارها «اتفاقيات اقتصادية دولية» بموجب المادة الخامسة من الاتفاقية العامة (جات) بشأن التجارة في الخدمات. ومع ذلك، من الناحية العملية، يُستخدم المصطلح الآن على نطاق واسع في العلوم السياسية والدبلوماسية والاقتصاد للإشارة إلى الاتفاقيات التي لا تشمل السلع فحسب، بل أيضًا الخدمات وحتى الاستثمار. أصبحت الأحكام البيئية شائعة بشكل متزايد في اتفاقيات الاستثمار الدولية، مثل اتفاقات التجارة الحرة (إف تي إيه).

## الخلفية
يتم ذكر استخدام عبارة «اتفاقية التجارة الحرة» في قاموس أكسفورد الإنجليزي (أو أي دي) بالإشارة إلى ولايات وأقاليم أستراليا في وقت مبكر من عام 1877. بعد منظمة التجارة العالمية (دبليو تي أو) التابعة لمنظمة التجارة العالمية - والتي اعتبرها البعض قد فشلت في عدم تعزيز المحادثات التجارية، لكنها في نفس الوقت نجحت في منع الحروب التجارية - بدأت الدول بشكل متزايد في استكشاف خيارات أخرى لإبرام اتفاقيات التجارة الحرة.

## الجوانب القانونية لاتفاقيات التجارة الحرة
يُعد تشكيل مناطق التجارة الحرة استثناءً لمبدأ الدولة الأكثر تفضيلًا (إم إف إن) في منظمة التجارة العالمية (دبليو تي أو) لأن الأفضليات التي تمنحها الأطراف في منطقة التجارة الحرة لبعضها البعض بشكل حصري تتجاوز التزاماتها بالانضمام. على الرغم من أن المادة الرابعة والعشرين من قانون (جات) تسمح لأعضاء منظمة التجارة العالمية بإنشاء مناطق للتجارة الحرة أو اعتماد الاتفاقيات المؤقتة اللازمة لإنشائها، في حين يوجد عدة شروط فيما يتعلق بمناطق التجارة الحرة أو الاتفاقيات المؤقتة التي تؤدي إلى تشكيل مناطق للتجارة الحرة.
أولًا، الرسوم واللوائح الأخرى التي يحتفظ بها كل طرف من الأطراف الموقعة على منطقة تجارة حرة، التي يتم تطبيقها في وقت تشكيل منطقة التجارة الحرة، بالإضافة إلى التجارة مع غير الأطراف المنضمين إلى منطقة التجارة الحرة التي لا يجوز أن تكون أعلى أو أكثر تقييدًا من الرسوم واللوائح الأخرى القائمة بين الأطراف الموقعة على الاتفاقية قبل إنشاء منطقة التجارة الحرة. وبعبارةٍ أخرى، يُعد إنشاء منطقة تجارة حرة لمنح معاملة تفضيلية بين أعضائها أمرًا مشروعًا بموجب قانون منظمة التجارة العالمية، لكن لا يسمح للأطراف في منطقة تجارة حرة معاملة غير الأطراف بشكل أقل إيجابية مما كان عليه الحال قبل إنشاء المنطقة. ثمّة شرط ثان تنص عليه المادة الرابعة والعشرون وهو وجوب إزالة التعريفات الجمركية وغيرها من الحواجز أمام التجارة إلى حد كبير في جميع أشكال التجارة داخل منطقة التجارة الحرة.
يتم إبرام اتفاقيات التجارة الحرة التي تشكل مناطق التجارة الحرة عمومًا خارج نطاق النظام التجاري متعدد الأطراف. ومع ذلك، يجب على أعضاء منظمة التجارة العالمية إخطار مكتب الأمانة العامة في حال إبرامهم اتفاقيات جديدة للتجارة الحرة، أما من حيث المبدأ، تخضع نصوص اتفاقيات التجارة الحرة للاستعراض تحت رعاية لجنة اتفاقيات التجارة الإقليمية. على الرغم من أن النزاع الناشئ داخل مناطق التجارة الحرة لا يخضع للتقاضي في هيئة تسوية المنازعات التابعة لمنظمة التجارة العالمية، إذ «لا يوجد أي ضمان بأن هيئات منظمة التجارة العالمية ستلتزم بها وترفض ممارسة الولاية القضائية في قضية معينة».
إن اتفاقية التجارة الحرة هي اتفاقية متبادلة، وتسمح بها المادة الرابعة والعشرون من قانون (جات). في حين أن الترتيبات التجارية المستقلة لصالح البلدان النامية وأقل البلدان نموًا مسموح بها بموجب القرار المتعلق بالمعاملة التفاضلية والأكثر تفضيلًا والمعاملة بالمثل والمشاركة الكاملة للبلدان النامية الذي اعتمده الموقعون على الاتفاقية العامة للتعريفات الجمركية والتجارة (جات عام ١٩٧٩) (شرط التمكين) . يُمثل ذلك الأساس القانوني لمنظمة التجارة العالمية لنظام الأفضليات المعمم (جي إس بي). تعتبر كل من اتفاقيات التجارة الحرة والترتيبات التجارية التفضيلية (مثلما تم ذكرها في منظمة التجارة العالمية) استثناءً لمبدأ الدولة الأولى الأحق بالأفضلية (‘م إف إن).